# Сари, Сиркка
Си́ркка Са́ри (фин. Sirkka Sari; имя при рождении — Сиркка Линнеа Янссон, фин. Sirkka Linnéa Jahnsson; 1 мая 1920 — 30 июля 1939) — финская киноактриса.

## Биография
Сиркка Линнеа Янссон родилась в 1920 году в Райволе. В конце 1920-х годов её семья переехала в Перк-ярви (ныне Кирилловское, Россия). Среднюю школу окончила в 1935 году. В 1937 году была приглашена на кинопробу и впоследствии принята на работу в киностудию «Суоми-Фильми».
Трагически погибла, упав в дымовую трубу. 30 июля 1939 года актриса была на вечеринке по поводу окончания съёмок своего третьего фильма «Богатая девушка», в итоге ставшего для неё последним. Вечеринка, которую затеяла сама Сари, проходила в гостинице «Ауланко» в Хямеэнлинне. Девушка в компании с одним из мужчин взобралась на крышу гостиницы, где находилась труба дымохода. Ошибочно приняв её за балкон, Сари вскарабкалась на трубу и упала туда, свалившись в печь. Смерть была мгновенной.
Фильм на тот момент ещё не был закончен; лишившись исполнительницы одной из главных ролей, создатели фильма были вынуждены изменить его концовку.
Актрису похоронили 5 августа на кладбище в Перк-ярви. Очередь из скорбящих выстроилась длиной в несколько километров.

## Фильмография
- «Женщины Нискавуори» (фин. Niskavuoren naiset[фин.]; 1938);
- «Человек из Сюсмя» (фин. Sysmäläinen[фин.]; 1939);
- «Богатая девушка» (фин. Rikas tyttö[англ.]; 1939).